# مجموعة ميونخ
مجموعة ميونيخ  هي مجموعة وزراء خارجية مصر والأردن وفرنسا وألمانيا الذين اجتمعوا في فبراير 2020 على هامش مؤتمر ميونيخ للأمن، لمناقشة جهود السلام الإسرائيلية الفلسطينية.
عُقدت الاجتماعات اللاحقة في يوليو 2020 عبر التهاتف المرئي، وفي سبتمبر 2020 في الأردن وفي يناير 2021 في القاهرة، وفي باريس في مارس 2021، وفي ميونيخ في 19 فبراير 2022.
في 22 سبتمبر 2022، اجتمعت المجموعة مع السياسي الإسباني جوزيب بوريل، الذي يشغل منصب الممثل السامي للاتحاد الأوروبي للشؤون الخارجية والسياسة الأمنية، والمنسق الخاص للأمم المتحدة لعملية السلام في الشرق الأوسط تور وينيسلاند ، وأصدروا بيانًا بهدف دفع عملية السلام في الشرق الأوسط نحو سلام عادل وشامل ودائم على أساس حل الدولتين.